# 来島村
来島村（きじまむら）は、島根県飯石郡にあった村。現在の飯石郡飯南町小田、真木、上来島、野萱、下来島にあたる。

## 地理
- 河川：神戸川[1]、真木川[2]、小田川[3]

## 歴史
- 1889年（明治22年）4月1日、町村制の施行により、飯石郡小田村、真木村、上来島村、野萱村、下来島村が合併して村制施行し、来島村が発足[1][4]。
- 1957年（昭和32年）1月1日、飯石郡赤名町と合併し赤来町を新設して廃止された[1][4]。

## 産業
- 農業